# Copa Generalitat d'hoquei sobre patins femenina 2024
La Copa Generalitat d'hoquei sobre patins femenina 2023-24 fou la catorzena edició de la competició. Se celebrà el cap de setmana del 10 i 11 de febrer de 2024 al Pavelló de Can Violí de La Garriga, Vallès Oriental, i fou organitzada per la Federació Catalana de Patinatge, juntament amb la col·laboració de la Unió Esportiva La Garriga i de l’ajuntament del mateix municipi. Hi participaren els quatre primers equips classificats a la primera volta de la Lliga Nacional Catalana 2023-24, l'HC Palau de Plegamans, el Girona CH, el CHP Bigues i Riells i l'HC Alpicat. La competició es disputà en format de final a quatre i la final fou retransmesa en directe per la plataforma LaXarxa+.
Es proclamà campió el Girona CH, que guanyà per 1 a 0 a l'HC Alpicat a la final i aconseguí la seva tercera Copa Generalitat.

## Competició

### Quadre de competició
|  | Semifinals             | Semifinals          |                        |   | Final | Final |
|  |                        |                     |                        |   |       |       |
|  | 10 de febrer 10:30 CET |                     |                        |   |       |       |
|  |                        |                     |                        |   |       |       |
|  | HC Palau de Plegamans  | 2 (1)               |                        |   |       |       |
|  | HC Palau de Plegamans  | 2 (1)               | 11 de febrer 10:30 CET |   |       |       |
|  | Girona CH              | 2 (2)               |                        |   |       |       |
|  | Girona CH              | 2 (2)               | Girona CH              | 1 |       |       |
|  | 10 de febrer 12:30 CET |                     | Girona CH              | 1 |       |       |
|  |                        | CHP Bigues i Riells | 0                      |   |       |       |
|  | CHP Bigues i Riells    | CHP Bigues i Riells | 0                      | 5 |       |       |
|  | CHP Bigues i Riells    |                     |                        | 5 |       |       |
|  | HC Alpicat             | 3                   |                        |   |       |       |
|  | HC Alpicat             | 3                   |                        |   |       |       |

### Semifinals
| HC Palau de Plegamans                             | 2-2 (pr.) | Girona CH                                   |
| ------------------------------------------------- | --------- | ------------------------------------------- |
| Codina 19' · Salvañà 46'                          | Informe   | Gracia 46' (f.d.), 47'                      |
| Tanda de penals                                   |           |                                             |
| Salvanyà · Codina · Pérez · A. Méndez · M. Méndez | 2-1       | Barcons · Domènech · Gracia · Móra · Anglas |

| ORKLA Bigues i Riells                                    | 5-3     | HC Alpicat                   |
| -------------------------------------------------------- | ------- | ---------------------------- |
| Borràs 15' · Ghirardello 16', 42' · Solé 28' · Serra 50' | Informe | Moreno 13', 43' · Pastor 47' |

### Final
El Girona CH i l'ORKLA Bigues i Riells disputaren la final de la XIV Copa Generalitat d'hoquei sobre patins. S'imposà el club gironí amb un gol solitari d'Ivet Jiménez i es proclamà campió de la competició per tercera vegada a la seva història.
| Girona CH  | 1-0            | ORKLA Bigues i Riells |
| ---------- | -------------- | --------------------- |
| Jiménez 6' | Informe Partit |                       |

| Campió de la Copa Generalitat 2024 |
| ---------------------------------- |
| Girona CH Tercer títol             |